# بلک (مجموعه تلویزیونی)
بلک (کره‌ای: 블랙; لاتین‌نویسی اصلاح‌شده: Beullaek) یک مجموعهٔ تلویزیونی کره جنوبی سال ۲۰۱۷ با بازی سونگ سیونگ هون، گو آرا، لی ال و کیم دونگ-جون است. این مجموعه از ۱۴ اکتبر تا ۱۰ دسامبر ۲۰۱۷، روزهای شنبه و یکشنبه ساعت ۲۲:۰۰ (کی‌اس‌تی) از اوسی‌ان برای ۱۸ قسمت پخش شد.

## بازیگران

### اصلی
- سونگ سیونگ هون در نقش هان مو گانگ / بلک (گریم ریپر شماره ۴۴۴) / کیم جون

فرشتهٔ مرگ
- گو آرا در نقش کانگ هارام

زنی که می‌تواند سایه‌های مرگ را ببیند و آن را پیش‌بینی کند
- لی ال در نقش یون سو وان

یک پزشک
- کیم دونگ-جون در نقش اوه مان سو

یک وارث نسل دوم چبول

## تولید
- اولین جلسه فیلمنامه خوانی در ۲۴ ژوئیه ۲۰۱۷ انجام شد.[۷][۸]
- این مجموعه برای پخش همزمان در تلویزیون و نتفلیکس، با نتفلیکس در حال مذاکره بود و اکنون برای استریم در این سرویس در دسترس است.[۹][۱۰][۱۱]